# Pierre Brantus
Pierre Brantus, né Louis-Pierre Brantus le 27 octobre 1921 à Dijon et mort le 17 septembre 1989 dans la même ville, est un homme politique français.

## Biographie
Résistant, membre du réseau Buckmester, il assure de dangereuses missions dont la prise de la forteresse de Langres. Chargé de mission auprès du commissaire de la République de Bourgogne-Franche-Comté, vice-président du comité régional de Libération, attaché parlementaire au cabinet de Jean Biondi, sous-secrétaire d'Etat à l'Intérieur, Pierre Brantus fait carrière dans la presse régionale. Il est trésorier-adjoint (1952-1954), trésorier (1954-1955), secrétaire général (1955-1971) du Syndicat national de la presse quotidienne régionale. Il est le directeur administratif du quotidien La Bourgogne républicaine, fondé en 1937 et dirigé par le député socialiste Jean Bouhey, puis son directeur général en 1957. Le journal se situe alors à gauche. La société qu'il dirige absorbe La République de Franche-Comté (de droite) en 1957 puis le Comtois, journal socialiste de Besançon, l'année suivante. Le 1er septembre 1958, la Bourgogne républicaine devient La Bourgogne-Les Dépêches, puis bientôt Les dépêches du Centre-Est. Il fonde (1964) et préside la Société des presses nouvelles de l'Est, rachetée en 1973 par L'Est républicain. Sa société s'était rapprochée du journal nancéien dans les années 1960, Brantus devenant cogérant de la SARL. les Dépêches - l'Est républicain et directeur adjoint de l'Est républicain. Il reste président du conseil d'administration des Presses nouvelles de l'Est, en est brièvement le directeur général en 1975 puis il est désigné vice-président cette même année.
Il se tourne vers les responsabilités politiques à partir de 1972. Il est élu conseiller général de Montmirey-le-Château (Jura) en 1972, président du conseil général du Jura en 1980, sénateur (Union centriste) en 1983, succédant à Edgar Faure comme homme fort du département.

Républicain, centriste (CDP puis UDF-CDS), soutien de Raymond Barre en 1988, attaché à la liberté de la presse et à une philosophie humaniste et sociale, il fut longtemps le seul parlementaire "de droite" à être membre de la Ligue des droits de l'homme.

## Détail des fonctions et des mandats
Mandat parlementaire
- 25 septembre 1983 - 17 septembre 1989 : Sénateur du Jura